# Afrânio Nunes
Afrânio Messias Alves Nunes, ou simplesmente Afrânio Nunes, (Amarante, 15 de fevereiro de 1924 – Teresina, 3 de agosto de 2011) foi um advogado, professor e político brasileiro que presidiu por cinco vezes o Ríver Atlético Clube, time da capital piauiense.

## Dados biográficos
Filho de José Alves Nunes e Etelvina Gonçalves Nunes. Advogado e professor, assumiu a presidência do Ríver Atlético Clube em 1954 como parte de um triunvirato ao lado de Raimundo Portela Basílio e Aloísio Ribeiro, dirigindo o clube por um ano. Afrânio Nunes retornou ao posto em quatro oportunidades (de 1958 a 1961, em 1963, de 1966 a 1967 e depois entre 1972 e 1976) conquistando ao todo onze títulos estaduais. Membro da UDN, foi secretário de Educação e Saúde nos governos Chagas Rodrigues e Tibério Nunes elegendo-se deputado estadual pela ARENA em 1966, 1970, 1974 e 1978. Presidente da Assembleia Legislativa do Piauí entre 1979 e 1981, filiou-se ao PDS mas não se reelegeu em 1982. Conselheiro do Tribunal de Contas do Piauí por nomeação do governador Lucídio Portela no ano seguinte, manteve-se no cargo até 1988, quando disputou a prefeitura de Amarante pelo PMDB, sendo derrotado por João de Miranda Peixoto.
Pai de Adolfo Nunes, engenheiro eletricista que foi deputado estadual por três mandatos.